# Henckelia insignis
Henckelia insignis là một loài thực vật có hoa trong họ Tai voi (Gesneriaceae). Loài này có ở khu vực Assam (Ấn Độ), được C.B. Clarke mô tả khoa học đầu tiên năm 1883 dưới danh pháp Chirita insignis. Năm 2011, D.J.Middleton & Mich.Möller chuyển nó sang chi Henckelia.